# Kalanchoe ceratophylla
Kalanchoe ceratophylla là một loài thực vật có hoa trong họ Crassulaceae. Loài này được Haw. miêu tả khoa học đầu tiên năm 1821.